# Merceya mollissima
Merceya mollissima là một loài rêu trong họ Pottiaceae. Loài này được Sakurai mô tả khoa học đầu tiên năm 1949.
Danh pháp khoa học của loài này chưa được làm sáng tỏ. 